# Fumaria daghestanica
Fumaria daghestanica är en vallmoväxtart som beskrevs av M.A. Michajlova. Fumaria daghestanica ingår i släktet jordrökar, och familjen vallmoväxter. Inga underarter finns listade i Catalogue of Life.